# Серрівомерові
Серрівомерові (Serrivomeridae) або пилкозубі вугри (англ. Sawtooth eels) — родина морських риб ряду вугроподібних (Anguilliformes).
Пелагічні риби, що зустрічаються в тропічній та помірній зонах Атлантичного, Індійського та Тихого океанів.
Щелепи тонкі й надзвичайно довгі. Зуби на вомері ланцетоподібні, зібрані як на пилці й стоять у 2 або більше рядів. Зяброві отвори широко відкриті з боку спини. 6 або 7 зябрових променів. Хребців 137—170.
Забарвлення зазвичай чорнувате зі сріблястими боками.
Склад родини:
- Рід Serrivomer  Gill & Ryder, 1883
  - Serrivomer beanii  Gill & Ryder, 1883
  - Serrivomer bertini  Bauchot, 1959
  - Serrivomer garmani  Bertin, 1944
  - Serrivomer jesperseni  Bauchot, 1953
  - Serrivomer lanceolatoides  (Schmidt, 1916)
  - Serrivomer neocaledoniensis  Bauchot, 1959
  - Serrivomer samoensis  Bauchot, 1959
  - Serrivomer schmidti  Bauchot, 1953
  - Serrivomer sector  Garman, 1899
- Рід Stemonidium  Gilbert, 1905
  - Stemonidium hypomelas  Gilbert, 1905